# Caius Valerius Potitus (tribun consulaire en -370)
Pour les articles homonymes, voir Valerius Potitus.
Caius Valerius Potitus est un homme politique de la République romaine, actif dans le premier quart du IVe siècle av. J.-C. Il est membre des Valerii Potiti, une branche de la gens patricienne des Valeria. 
Il est le fils de Caius Valerius Potitus Volusus, plusieurs fois tribun militaire à pouvoir consulaire entre 415 et 404 av. J.-C. et consul en 410 av. J.-C.
En 370 av. J.-C., alors que l'élection des tribuns militaires a été interrompue pendant cinq ans à partir de 375 av. J.-C. en raison du blocus des élections par les tribuns de la plèbe, il est élu tribun militaire à pouvoir consulaire, une magistrature qui, au début de la République romaine, s'est substituée au consulat de façon irrégulière entre 444 et 367 av. J.-C.. Son élection et celle de ses cinq autres collègues, Lucius Furius Medullinus Fusus, Servius Sulpicius Praetextatus, Aulus Manlius Capitolinus, Servius Cornelius Maluginensis et Publius Valerius Potitus Publicola, est due à l'attaque des Volsques de Velitrae contre Tusculum, ville alliée des Romains. Les tribuns mènent la campagne militaire.